# Margot Anand
Margot Anand (ou Margo Anand, voire Ma Anand Margo, de son vrai nom Mitsou Naslednikov) est une auteure née en France, connue pour ses ouvrages sur le tantrisme et « l'extase sexuelle ».

## Biographie
Margot fut d'abord journaliste avant d'étudier le tantrisme. Elle fut un temps une disciple d'Osho,. Elle se fit alors connaître comme le premier auteur en Europe et en Amérique du Nord à parler du tantra et de ses variations occidentales. Elle a créé la méthode « SkyDancing Tantra »,. Son livre « l'art de l'extase sexuelle » est rapidement devenu un best-seller du genre, mêlant théorie du tantra et pratique.

## Critique
Selon la thèse de Nancy Shaink, le néo-tantrisme : analyse d'un phénomène contemporain : « le néo-tantrisme est un phénomène postmoderne et se situe en rupture avec le tantrisme classique dont il semble s'être inspiré. Le néo-tantrisme se présente comme une tentative de revalorisation du sacré dans la sexualité et d'une tentative de reprendre son destin en main pour un individu vivant dans une société dans laquelle le culte du présent est la seule manière d'assurer son futur. »

## Publications
- Le Chemin de l'Extase, Tantra : vers une nouvelle sexualité, Ma Anand Margo, Albin Michel, 1981  (ISBN 2-22601112-9)
- The Art of Sexual Ecstasy (en), La voie de la sexualité sacrée et du Tantra pour les couples occidentaux, Éditions Guy Tredaniel, 1994  (ISBN 2-85707519-7) - Traduit en onze langues
- La Magie du Tantra dans la sexualité, Utilisez l'énergie sexuelle pour transformer votre vie, Margo Anand, Guy Tredaniel Éditeur, 1997  (ISBN 2-85707-855-2)
- L'Art de l'Extase au Quotidien, Les sept clés du tantrisme qui permettent d'intégrer passion, esprit et joie à chaque aspect de votre vie, Margot Anand, Éditions Guy Tredaniel, 2000  (ISBN 2-84445-158-6)
- A la rencontre de l'orgasme divin : amour, sexe, éveil, Margot Anand, Éditions Guy Tredaniel, 2017  (ISBN 978-2-8132-0992-4)

## Médias
- Secret Keys to the Ultimate Love Life (coffret de 3 DVD composé de DVD no 1 : Opening Your Secret Love Channel, DVD no 2 : The Art of Erotic Devotion, DVD no 3 : Opening Your Secret Love Channel), Margot Anand production
- Émission de radio sur le livre de Margot Anand L'art de l'extase sexuelle
- Émission radio sur Margot Anand